# Renaissance van de twaalfde eeuw

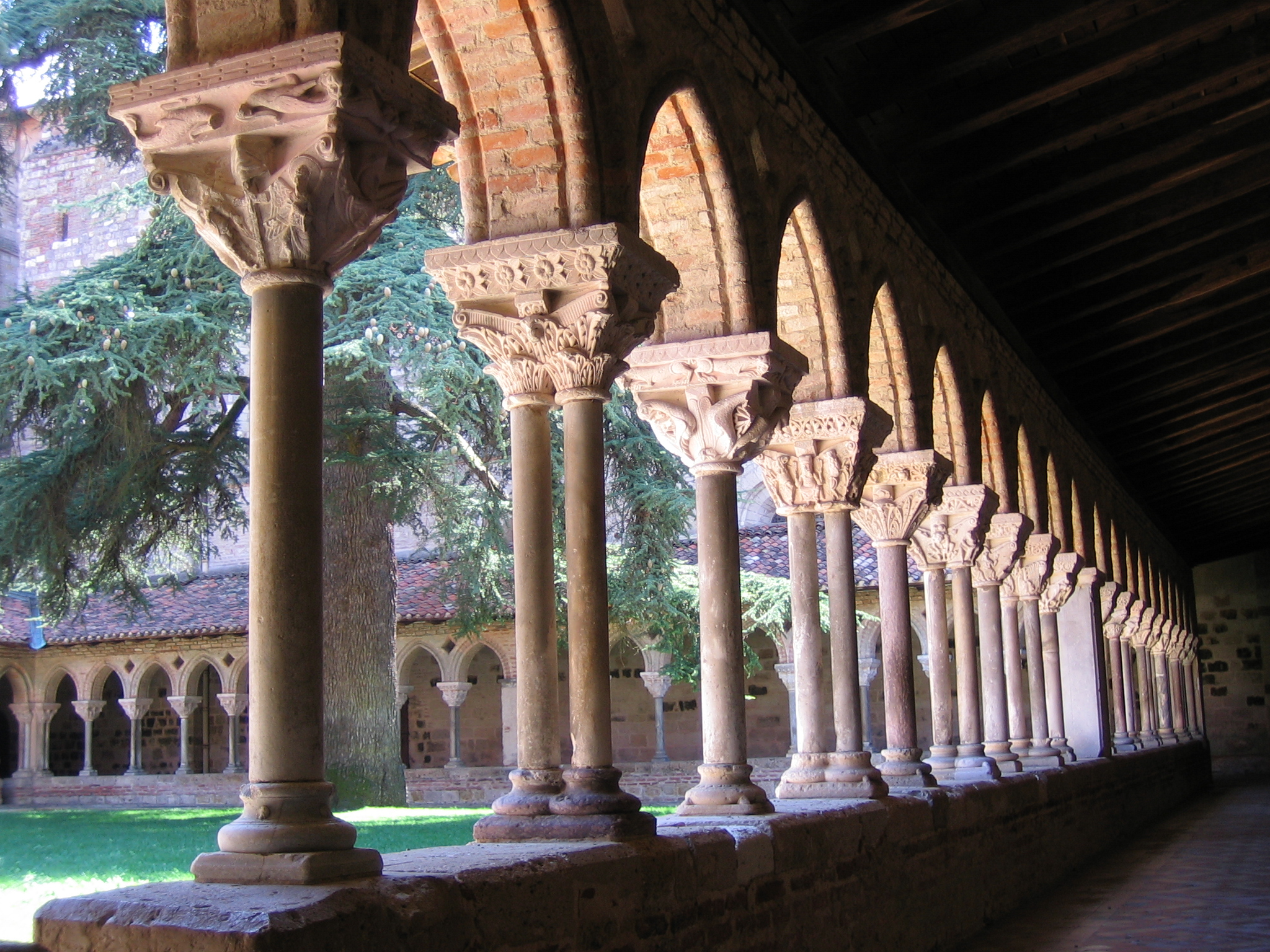
Kruisgang Abdij Saint-Pierre van Moissac (1059-1131)

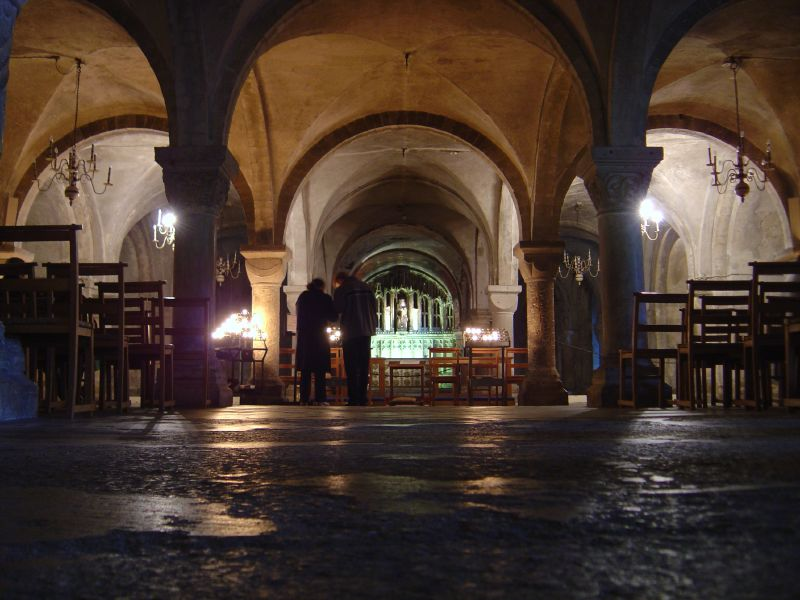
Crypte Kathedraal van Canterbury (begin 12e eeuw)

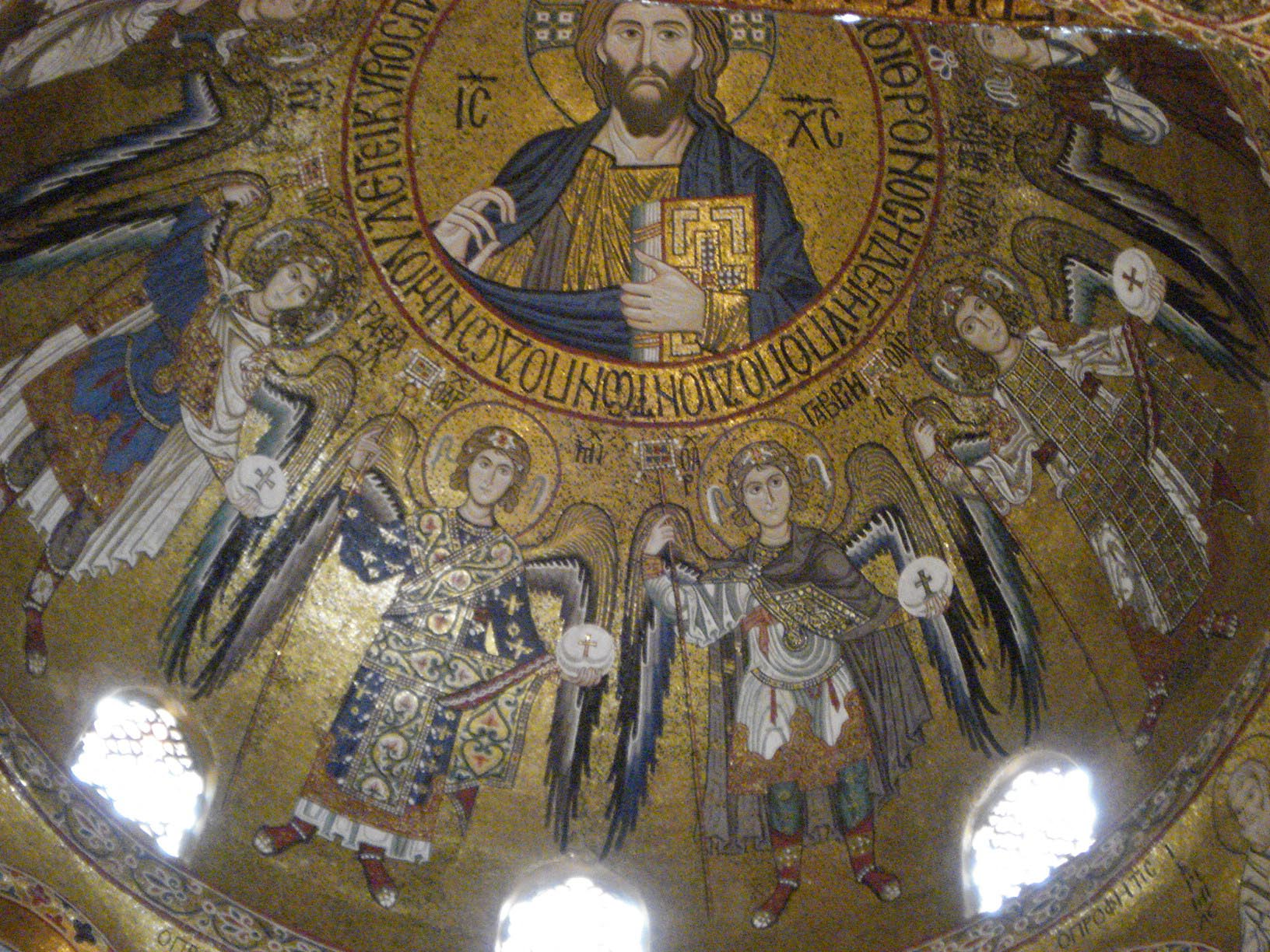
Mozaïek apsis, Capella Palatina, Palazzo dei Normanni, Palermo (ca. 1160)

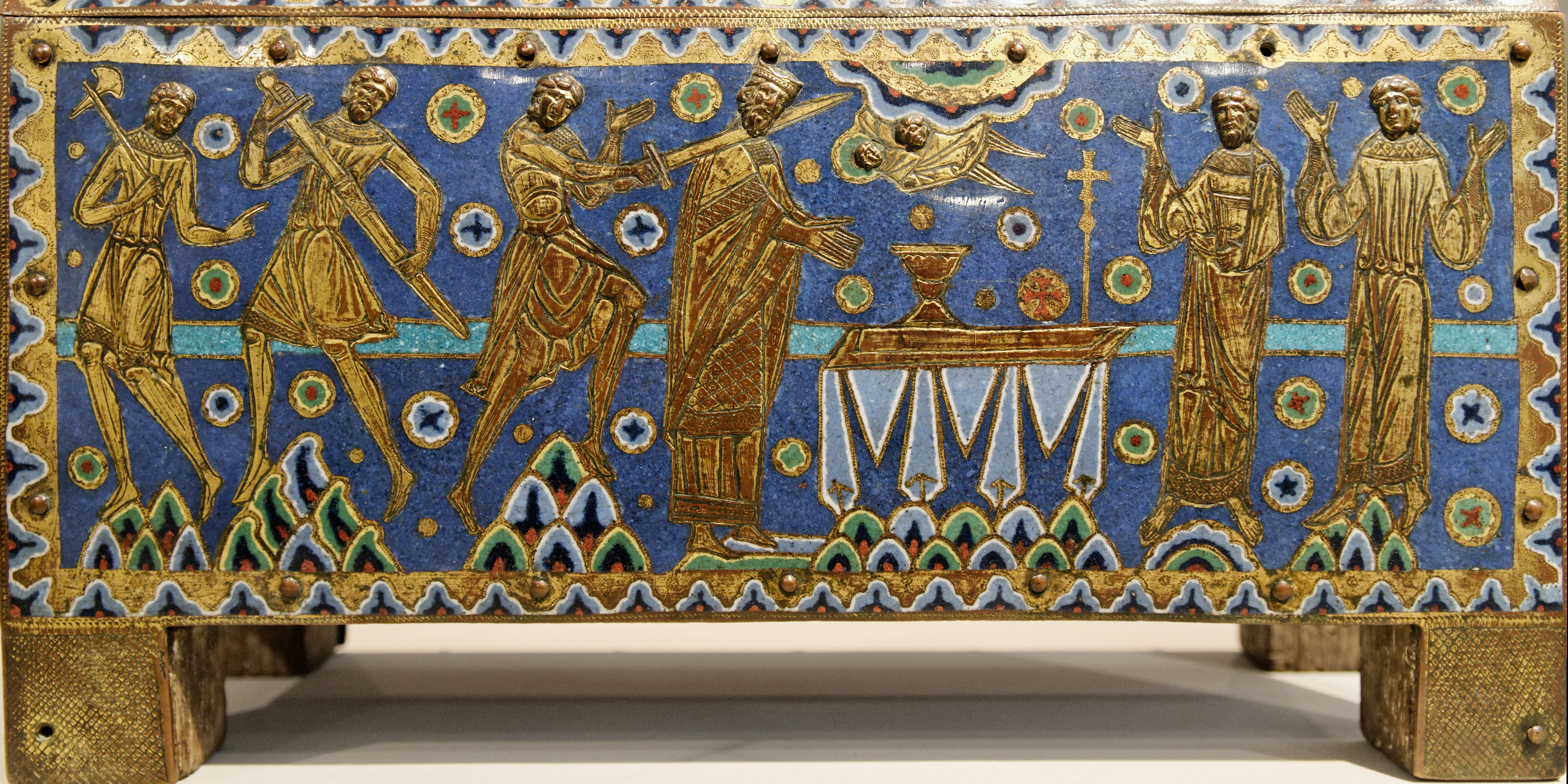
Emaille uit Limoges (ca. 1180-90)

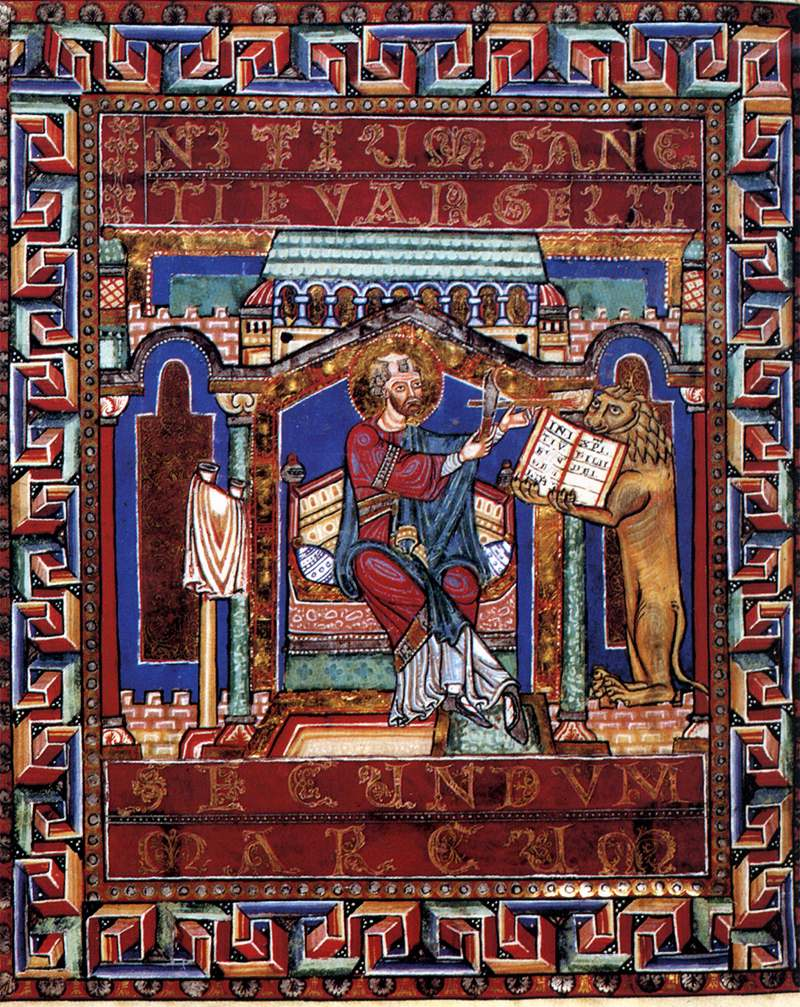
Evangeliarium van Hendrik de Leeuw (12e eeuw)

De renaissance van de twaalfde eeuw was een culturele bloeiperiode tijdens de hoge middeleeuwen die gekenmerkt werd door veranderingen op velerlei gebied. Sociale, politieke en economische transformaties gingen samen met een intellectuele en artistieke heropleving, die sommige historici beschouwen als een nieuwe bloeitijd van de klassieke cultuur. Zowel de Karolingische renaissance als de renaissance van de twaalfde eeuw kunnen worden gezien als een voorafspiegeling van de Italiaanse renaissance.

## Historiografie
De Amerikaanse kunsthistoricus Charles Homer Haskins was de eerste die over deze periode als een 'renaissance' schreef, die volgens hem een aanvang nam omstreeks 1070. In 1927 schreef hij: "... de 12e eeuw in Europa was in veel opzichten een periode van hernieuwde levenskracht. Dit tijdperk van de kruistochten, de ontwikkeling van de steden en de vroegste bureaucratische staten van het westen beleefde het hoogtepunt van de romaanse kunst en het begin van de gotiek, het verschijnen van literatuur in de volkstaal, de herleving van de Latijnse klassieken, de Latijnse poëzie en de Romeinse wet, de herontdekking van de Griekse wetenschap met zijn Arabische toevoegingen, de Griekse filosofie, en de eerste universiteiten van Europa. De 12e eeuw zette zijn stempel op het hoger onderwijs, op de scholastieke filosofie, op de Europese wetgeving, op architectuur en beeldhouwkunst, op Latijn en op poëzie in de volkstaal..."

## Canoniek recht
De kerkelijk rechtsgeleerde Gratianus legde met zijn Decretum Gratiani de grondslag voor het autonome canoniek recht en vormde de basis voor het latere Corpus Juris Canonici. Met de pauselijke revolutie kwam er in principe een eind aan de verwarrende wereldlijke (keizerlijke) machtsinvloed op de kerkelijke regelgeving en werd de scheiding tussen kerk en staat juridisch vorm gegeven in de vorm van legale juridische autonomie voor de kerk alsmede de legale mogelijkheid tot de vorming van separate en autonome jurisdicties. Het canonieke recht erkende nu collectieve rechtspersonen met eigen rechtsregels van religieus, educatief, economisch, communaal en professioneel karakter met het recht tot vergadering, eigendom en interne en externe representatie. Tot dan toe waren scholen en seminaries in Europa verbonden aan kloosters en kathedralen. Deze revolutie leidde nu tot de oprichting van universiteiten in Europa met de macht van eigen statuten en handhavingsrecht dat van toepassing is op zijn deelnemers. Zoals de universiteit van Bologna in 1088 en de Universiteit van Parijs in 1215.
Ook in economische zin was de nieuwe mogelijkheid van aparte rechtspersonen belangrijk. Het maakte onder meer de vorming van Gilden mogelijk die een belangrijke rol gespeeld hebben in de middeleeuwen.

## Romeins recht
De hernieuwde bestudering van het Romeins recht te Bologna wordt door sommige historici beschouwd als een significant verschijnsel dat de start gaf tot andere vernieuwingen in de 12e-eeuwse renaissance. Aan de Universiteit van Bologna (gesticht in 1088) begon men de Pandectae of Digesten, een onderdeel van het Corpus Iuris Civilis (opgesteld door de Byzantijnse keizer Justinianus in de 6e eeuw), te bestuderen en toe te passen. Deze beweging leidde tot de traditie van het zogenaamde 'geleerde recht', waarvan ook heden ten dage de rechtsgeleerdheid nog doordrongen is.

## Wetenschap
Filosofisch en wetenschappelijk onderwijs in de vroege middeleeuwen was gebaseerd op enkele na de instorting van het West-Romeinse Rijk overgeleverde exemplaren en commentaren op oude Griekse teksten. Een groot deel van Europa had contact verloren met de kennis van het verleden. Dit scenario veranderde tijdens de renaissance van de 12e eeuw. De toegenomen contacten met de islamitische wereld in Spanje en Sicilië, de kruistochten, de Reconquista, evenals het intensief contact met Byzantium, stelden de Europeanen in de gelegenheid om werken van Griekse en islamitische filosofen te verzamelen en te vertalen. Vooral de werken van Aristoteles werden vertaald, evenals die van Euclides, Ptolemaeus, Plotinus, Geber, al-Khwarizmi, Rhazes, Abulcasis, Alhazen, Avicenna, Avempace, Averroës en anderen. Plato's Timaeus had een enorme invloed op denkers als Petrus Abelardus, Adelard van Bath, Willem van Conches, Thierry van Chartres en anderen. Zij herontdekten de ordenende en logische principes in de natuur, oorzaak en gevolg en de mens als verheven deelnemer in dit ordenende geheel dankzij zijn ratio. De ontwikkeling van de middeleeuwse universiteiten was een grote stimulans en steun voor de studie, de vertaling en de verspreiding van deze klassieke teksten. Zij leverden een nieuwe infrastructuur die nodig was voor de wetenschappelijke gemeenschap. Middeleeuwse geleerden trachtten voornamelijk om de geometrische en harmonische principes te doorgronden waarmee hun God het universum had gecreëerd.
Aan het begin van de 13e eeuw waren er al redelijk accurate Latijnse vertalingen beschikbaar van een aantal belangrijke antieke auteurs, waardoor een vruchtbare overdracht van wetenschappelijke ideeën mogelijk werd via universiteiten en kloosters. De kennis van natuurwetenschappen uit de klassieke teksten werd intussen uitgebreid door opmerkelijke scholastici zoals Robert Grosseteste, Roger Bacon, Albertus Magnus en Duns Scotus. De nadruk die iemand als Grosseteste legt op wiskunde als een manier om de natuur te doorgronden kan gezien worden als een voorloper van de wetenschappelijke methode. Hetzelfde kan gezegd worden van Roger Bacon die toen al (in zijn Opus Majus) het belang inzag van empirisch onderzoek. Bovendien wees Roger Bacon daarin op perspectief en realisme in de beeldende kunst om een boodschap of overlevering duidelijker en aantrekkelijker over te brengen.

## Schilderkunst en beeldhouwkunst

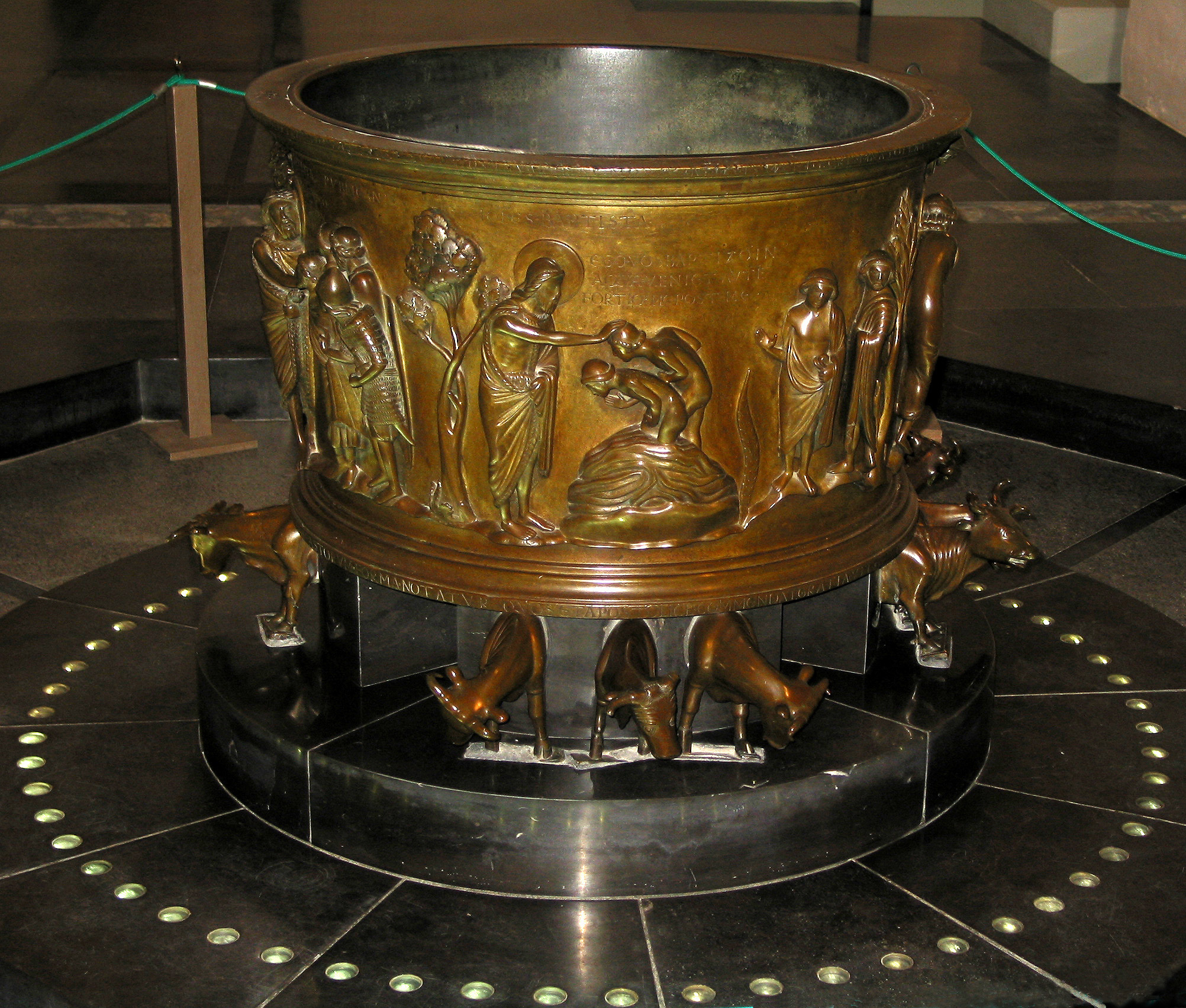
Doopvont Reinier van Hoei (Luik, begin twaalfde eeuw)

Frankrijk, Noord-Italië en Sicilië waren belangrijke cultuurcentra in de twaalfde eeuw. De stad Limoges was eeuwenlang, maar met name in de twaalfde eeuw, hét centrum van metaalbewerking en emaillekunst in Frankrijk. Zuid-Italië en Sicilië ondergingen sterk de invloed van de Arabisch-islamitische cultuur, wat resulteerde in de Arabisch-Normandische kunststijl. Het verfijnde Siculo-Arabische ivoorsnijwerk uit Sicilië werd naar heel Europa geëxporteerd.
In Noordwest-Europa waren met name de stad Keulen en het prinsbisdom Luik belangrijke centra. Maaslandse edelsmeden als Reinier van Hoei, Godfried van Hoei, Hugo van Oignies en Nicolaas van Verdun smeedden wereldberoemde kunstwerken als het doopvont van Reinier van Hoei in de Bartholomeüskerk in Luik, de kerkschat van Oignies, de Barbarossa-kroonluchter, het Karelschrijn en het Mariaschrijn in de Dom van Aken, het Driekoningenschrijn in Keulen, de Noodkist in Maastricht, het Onze-Lieve-Vrouweschrijn in Doornik en talrijke andere reliekschrijnen, reliekhouders en liturgische voorwerpen. In Maastricht was bovendien een belangrijk schilders- en beeldhouwersatelier gevestigd; Maaslandse 'metsen' (steenhouwers) waren actief in onder andere Utrecht, Bonn, Essen, tot in Eisenach aan toe. Maastrichtse en Keulse schilders worden geroemd in Wolfram von Eschenbach's Parzival.
Veel kunstwerken uit de twaalfde eeuw zijn verloren gegaan, vooral tijdens de beeldenstormen van de zestiende eeuw en de Franse Revolutie aan het eind van de achttiende eeuw. Gouden en zilveren siervoorwerpen werden omgesmolten om nieuwe producten aangepast aan de smaak van de tijd te kunnen maken. Rijkversierde manuscripten werden hergebruikt en muurschilderingen eenvoudigweg overgeschilderd. Het interieur van de Sint-Clemenskerk in Bonn-Schwarzrheindorf is een zeldzaam voorbeeld van twaalfde-eeuwse schilderkunst. De eeuwenlang dichtgemetselde Sint-Gabriëlskapel in de Kathedraal van Canterbury geeft met haar veelkleurige schilderingen en rijkbewerkte kapitelen een indruk hoe de gehele kerk er ooit uitzag.

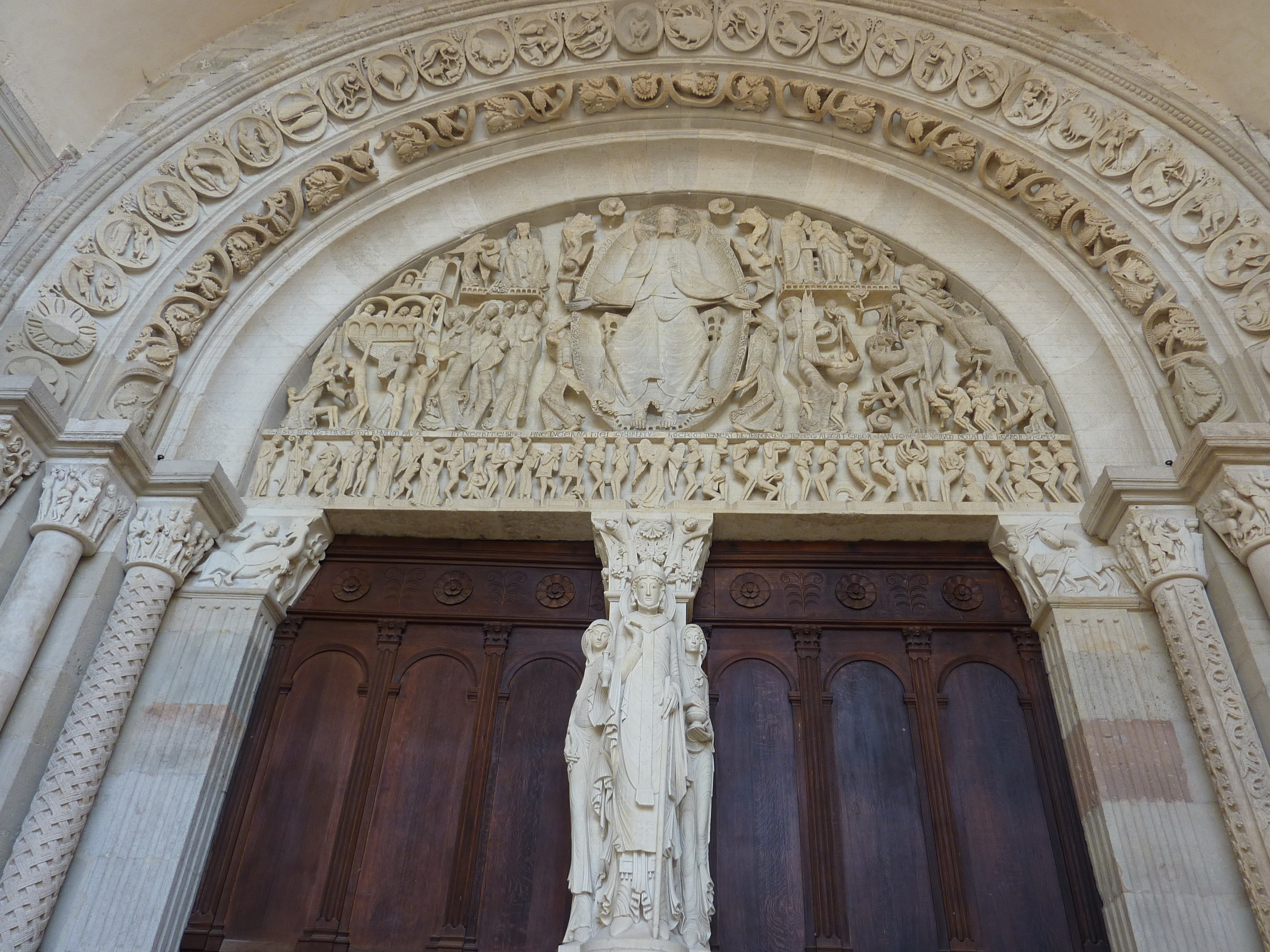
Timpaan Kathedraal van Autun
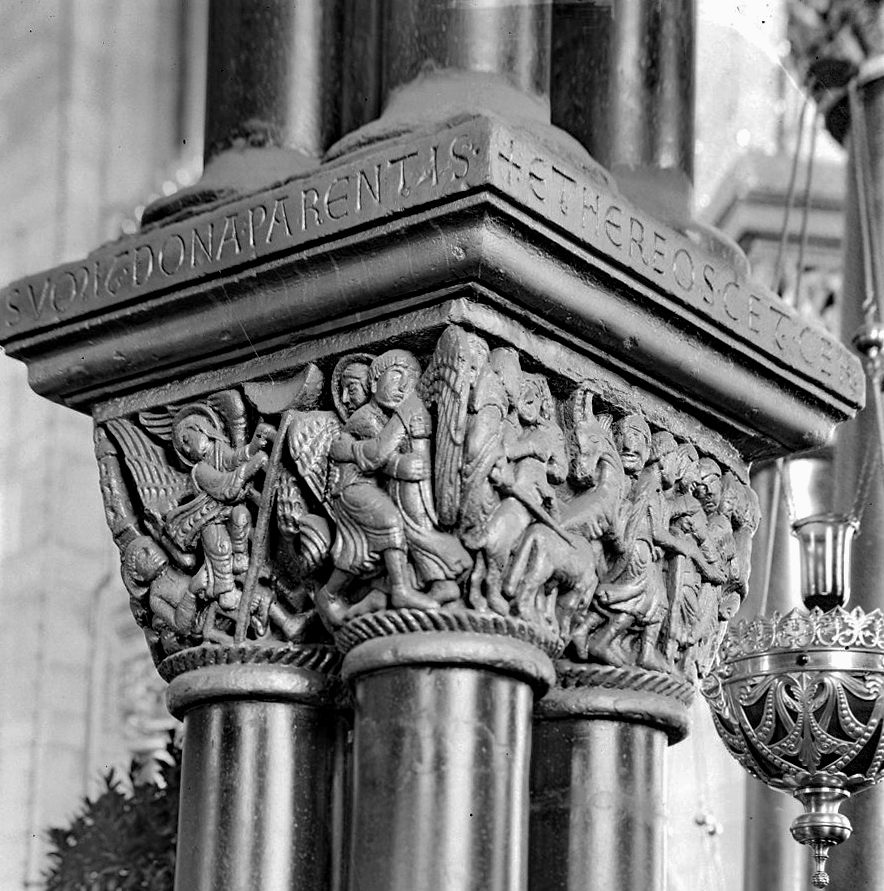
Kapiteel O.L.-Vrouwekerk, Maastricht
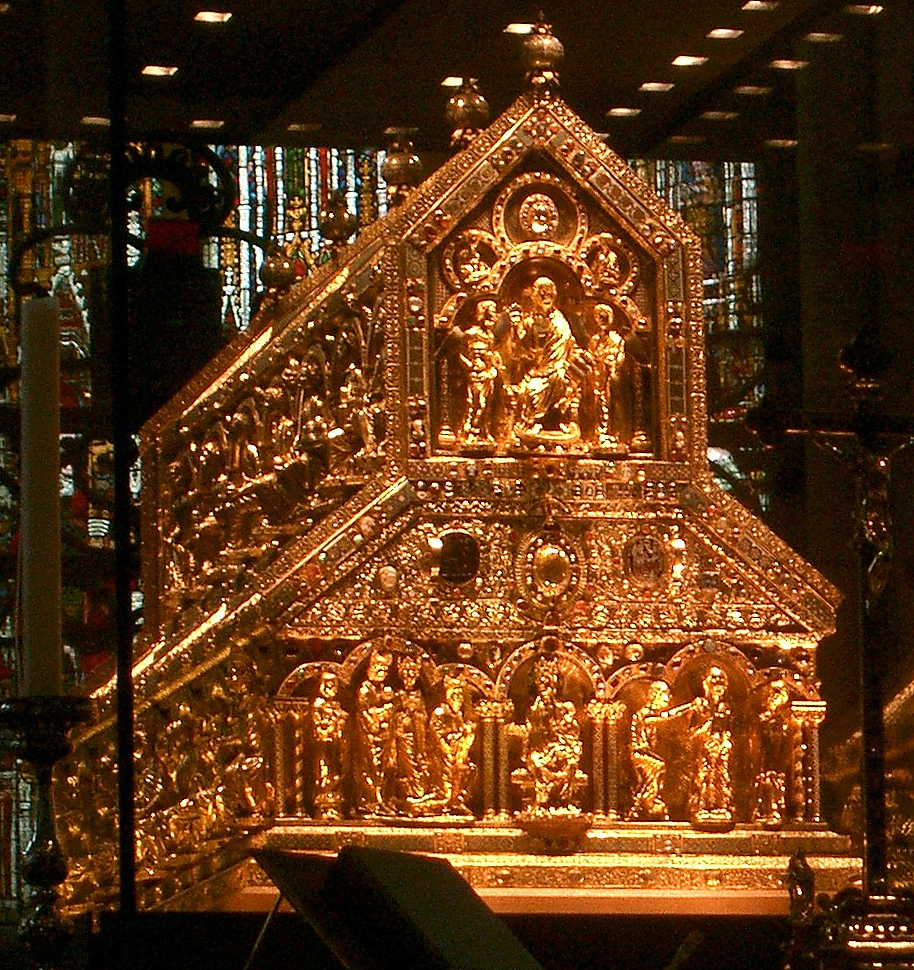
Driekoningenschrijn, Keulen
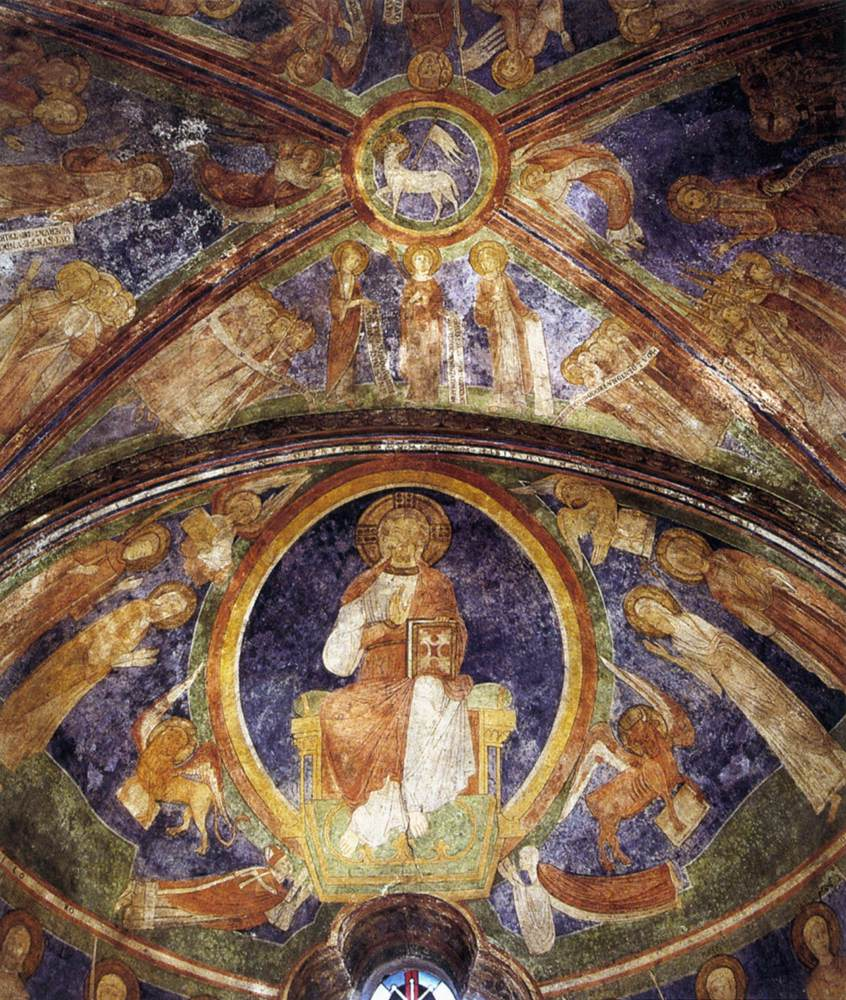
St-Clemenskerk, Schwarzrheindorf

## Architectuur

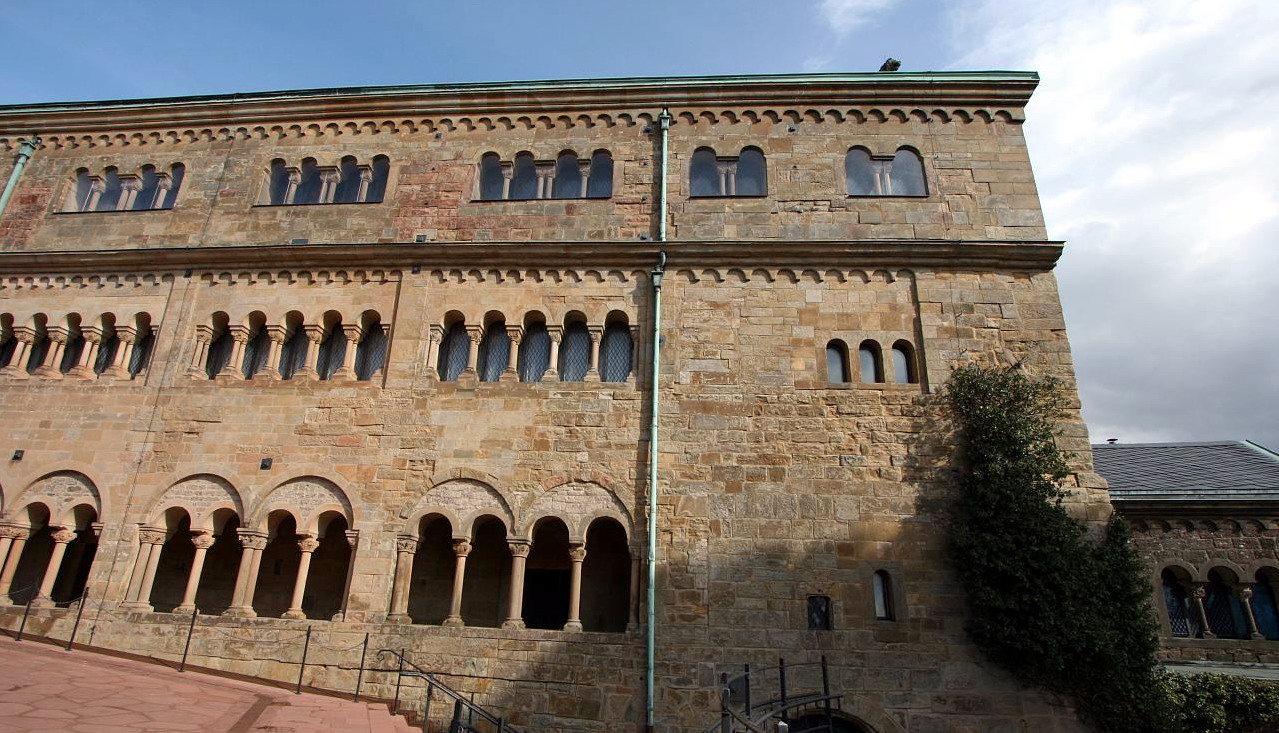
Het 12e-eeuwse Landgrafenhaus van de Wartburg in Eisenach

Frankrijk was het land waar in de 12e eeuw de zogenaamde Cisterciënzerstijl tot ontwikkeling kwam (o.a. abdijen van Cîteaux, Clairvaux, Pontigny en Fontenay), om zich van daaruit over heel Europa te verspreiden. De herbouw van de Kathedraal van Saint-Denis door Abt Suger in de eerste helft van de 12e eeuw wordt gezien als het begin van de gotische stijl. In Zuid- en Midden-Frankrijk zijn een groot aantal romaanse kerken bewaard gebleven, waaronder de Abdij Saint-Pierre van Moissac, de Abdij van Conques, de kathedralen van Angoulême en Le Puy, de Kathedraal van Autun, de Basiliek van Vézelay en de Basiliek van Toulouse.
In Sicilië, waar de invloed van de Arabisch-islamitische cultuur zeer sterk was, zijn de bekendste kathedralen die van Messina, Salerno en Monreale, de Kathedraal van Palermo, de San-Cataldokerk en de paltskapel van het Palazzo dei Normanni in Palermo.
In de Duitse kerkenbouw is een sterke invloed vanuit Noord-Italië (Como, Pavia) aanwijsbaar in onder andere de Dom van Mainz, de Dom van Spiers, de Dom van Worms en het Munster van Bonn. Verder naar het noorden zijn de twaalf romaanse kerken van de stad Keulen beroemd: St. Severin, St. Maria Lyskirchen, Basilika St. Andreas, St. Aposteln, St. Gereon, St. Ursula, St. Pantaleon, St. Maria im Kapitol, Groß St. Martin, St. Georg, St. Kunibert en St. Cäecilia.
Ook het vlak bij Keulen gelegen prinsbisdom Luik was een belangrijk cultuurcentrum in de 12e eeuw. Van de vele romaanse kerken in het Maasland kunnen genoemd worden: de Sint-Bartholomeüskerk in Luik, de Sint-Gertrudiskerk in Nijvel, de abdijkerk van Rolduc (bij Kerkrade) en de Sint-Servaas- en Onze-Lieve-Vrouwebasiliek in Maastricht.
Veel gebouwen uit de 12e eeuw zijn verloren gegaan, deels als gevolg van oorlogen en revoluties, meestal vanwege vernieuwingsdrang. Machtige romaanse kathedralen als de Dom van Utrecht, de Dom van Keulen, de Sint-Lambertuskathedraal in Luik, de Kathedraal van Straatsburg en Westminster Abbey werden in de 13e, 14e of 15e eeuw vervangen door nóg imposantere gotische bouwwerken.

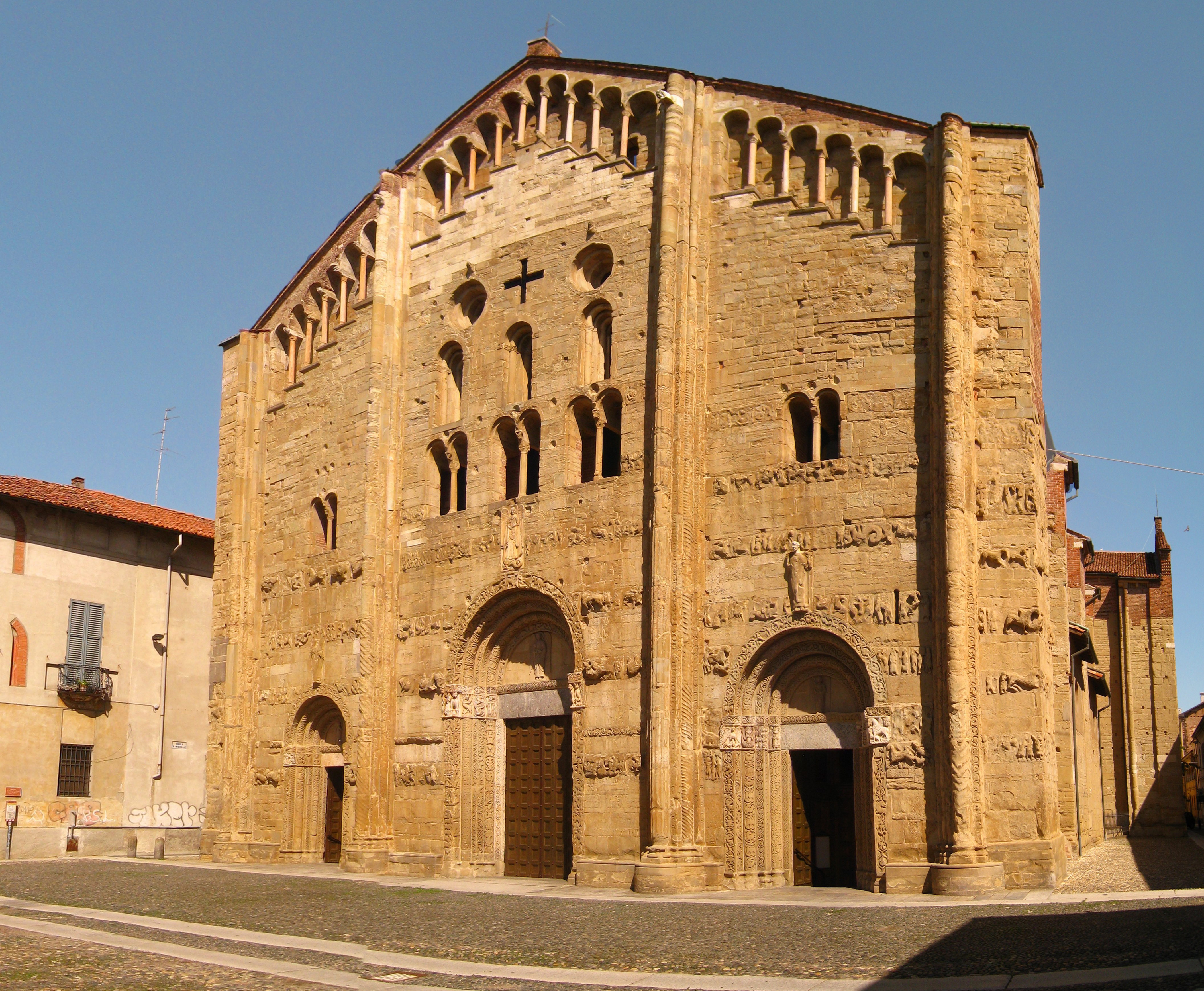
San Michele, Pavia
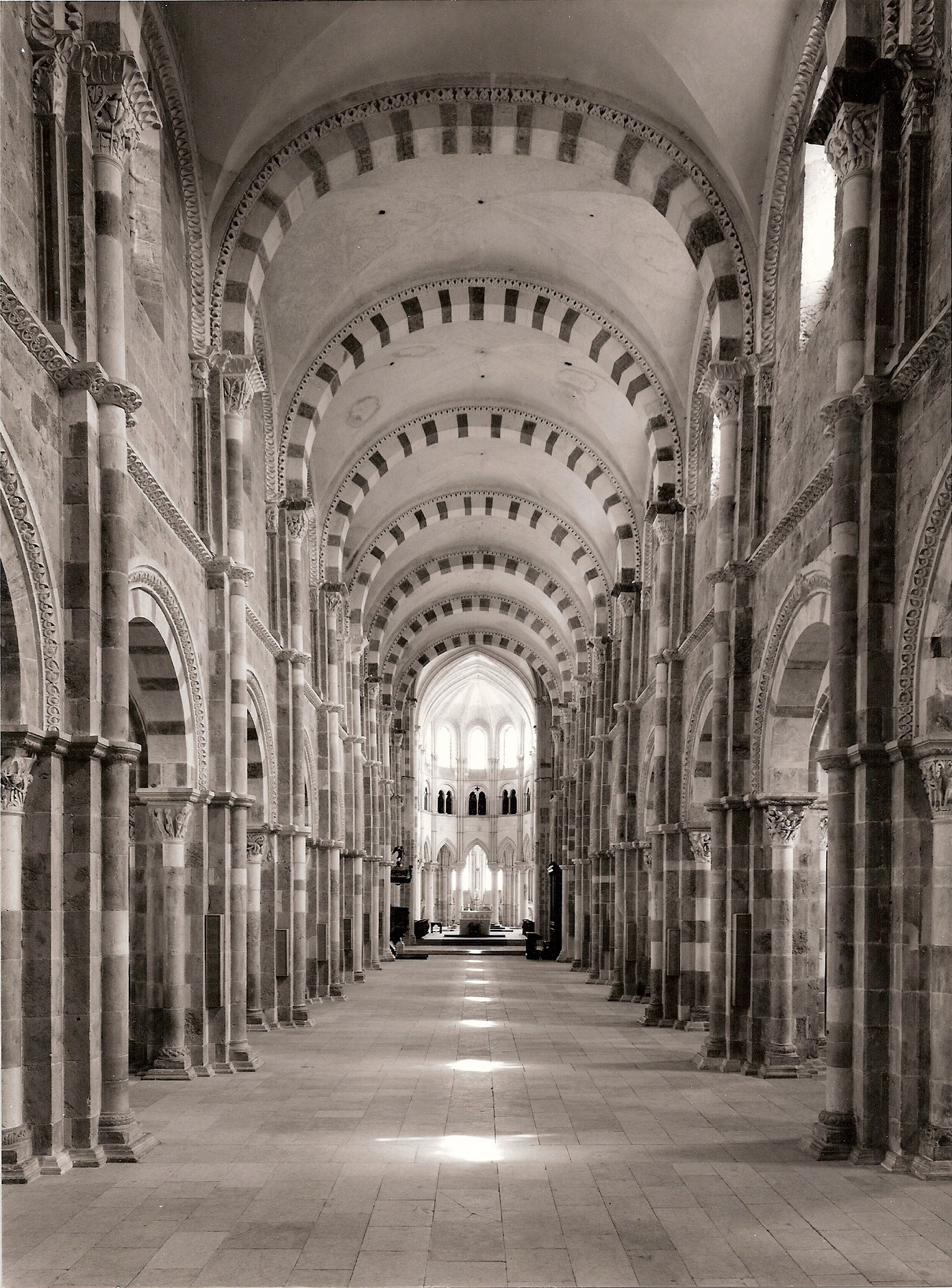
Basiliek van Vézelay
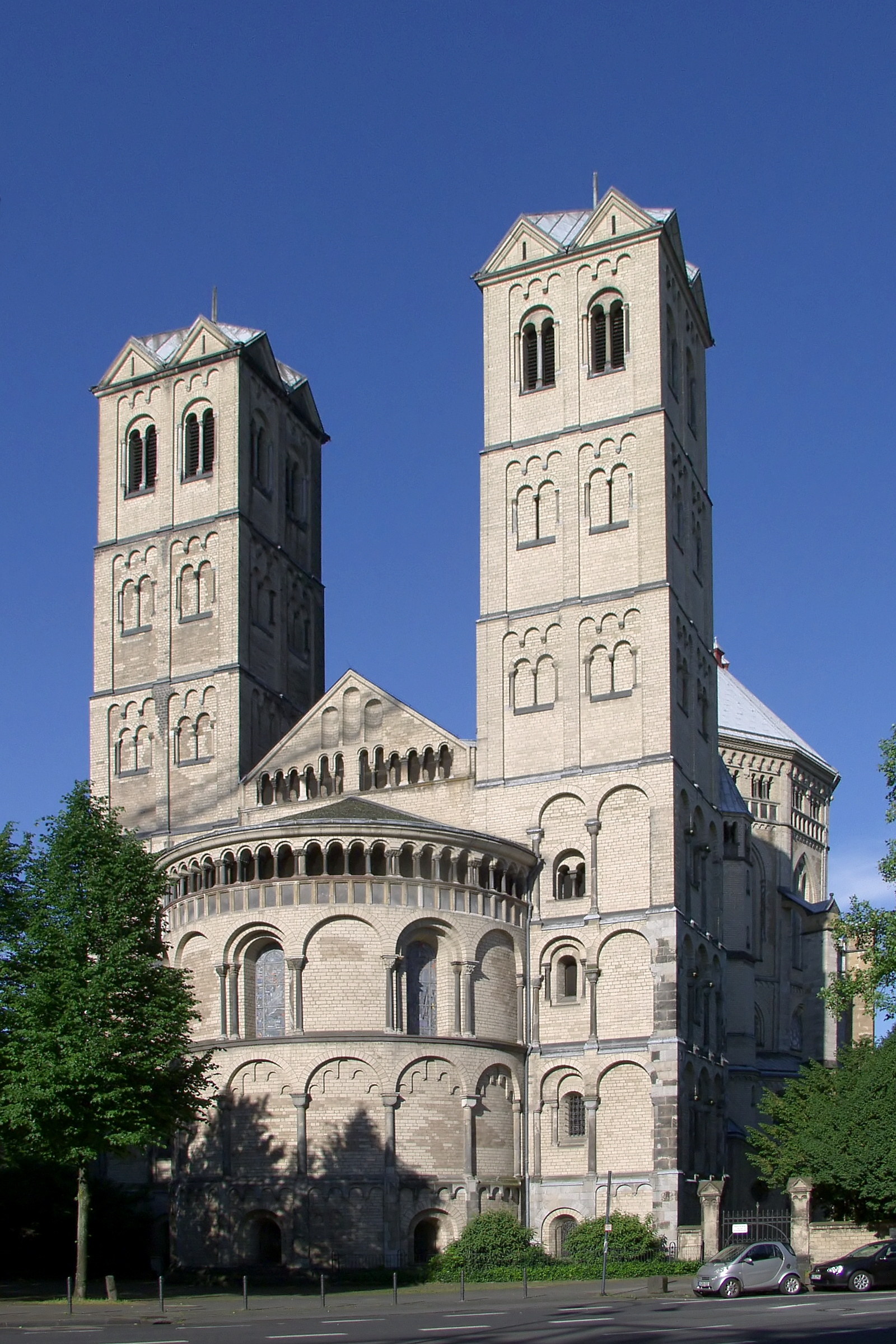
Sint-Gereonkerk, Keulen
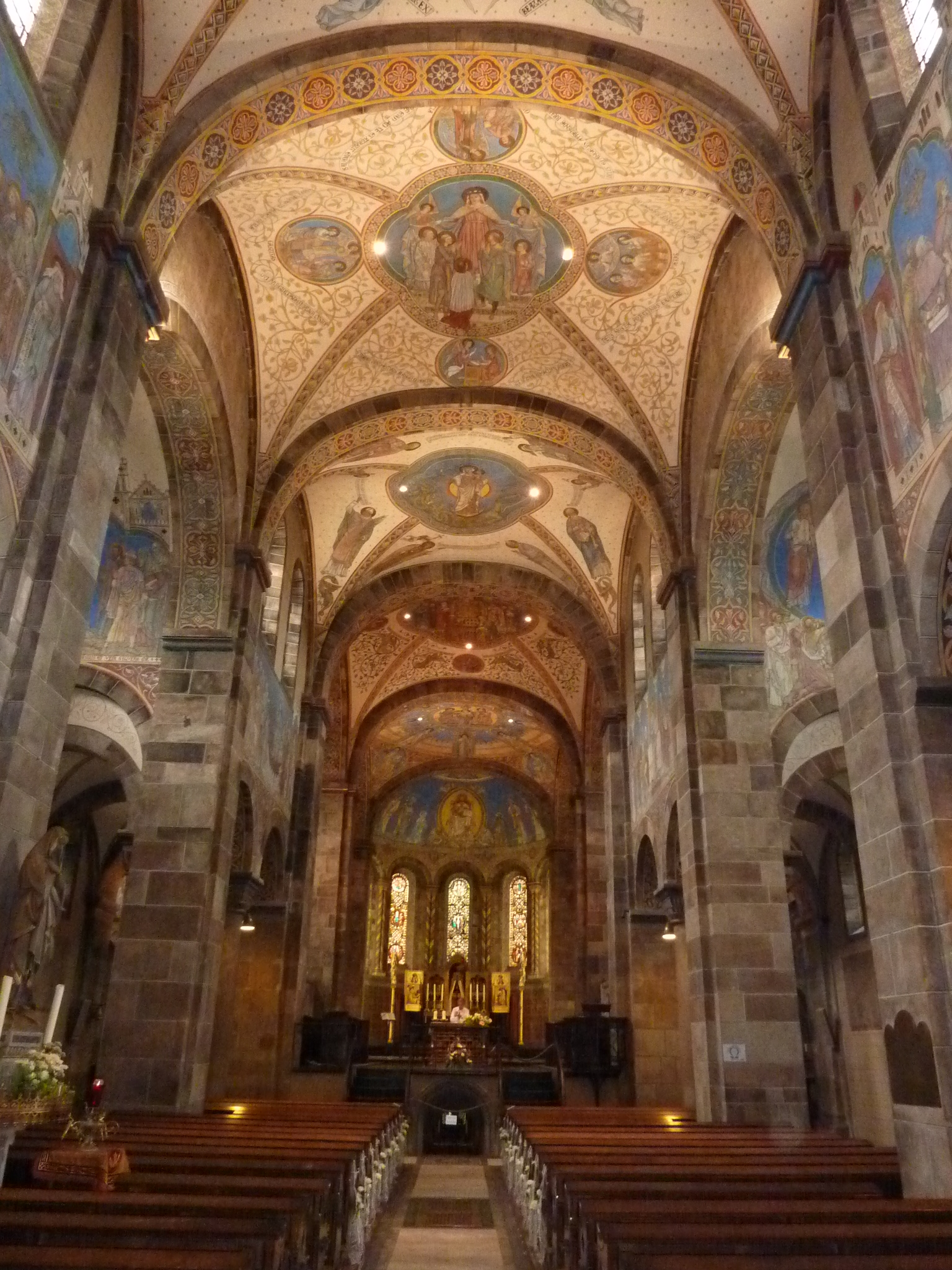
Abdijkerk Rolduc